# Angelo Culotta
Angelo Culotta (Cefalù, 1939 – Milano, 2000) è stato un magistrato e saggista italiano.

## Biografia
Nato a Cefalù nel 1939, ha vissuto e operato come giudice a Milano, pur non interrompendo mai i rapporti con la sua città di origine, come provato, tra l'altro, dalla presidenza della Fondazione Mandralisca di Cefalù che ha guidato negli anni 1969-70. È deceduto nel 2000 a Milano.
Da magistrato si occupò prioritariamente di igiene e sicurezza nei luoghi di lavoro, infortuni e reati ambientali che considerava la vera priorità in campo penale, anticipando ambiti di interesse giuridico divenuti importantissimi nei decenni successivi.
Ancor prima della istituzione del Pubblico Ministero "autonomo", da consigliere dirigente in Pretura Penale, realizzò la separazione di fatto delle funzioni delle indagini da quelle giudicanti: nella Pretura Penale a Milano il magistrato giudicante era diverso da quello che aveva svolto le indagini.
Nel 1994 i giornali dedicarono ampio spazio ad un processo pervenutogli dopo 26 anni e a cui egli dette nuovo impulso, riguardante una causa penale cominciata nel 1968 da parte di un gruppo di operai delle Vetrerie Bordoni Miva di Corsico.
Autore di testi giuridici, per il CIRGIS ha scritto Alcune riflessioni su un tentativo di indagine statistica in tema di procedimenti penali per colpa medica.
Il pensiero giuridico di Culotta è stato ricordato nei convegni che gli sono stati dedicati dall'Associazione Magistrati Milano e Magistratura Democratica.
Dopo la sua morte sono state istituite in suo onore borse di studio per i laureandi in giurisprudenza presso gli atenei di Milano e Palermo.

## Opere
- Igiene del lavoro, Il Sole 24 Ore Norme & Tributi, 1997;
- Prevenzione e sicurezza nei luoghi di lavoro, Profili teorici e pratici del sistema normativo vigente, Il Sole 24 Ore Norme & Tributi 1998;
- Una città da marciapiede, pamphlet con interventi di Pasquale Culotta, Angelo Culotta, Carlo Doglio, Marcello Panzarella e Salvatore Culotta, Regione e Progettazione Editrice, 1982.
- Il Paese di dentro, tessere di un piccolo mosaico cefaludese, Cartostampa Chiandetti, Reana del Rojale (Udine)2001(postumo).